# Diduga plumosa
Diduga plumosa là một loài bướm đêm thuộc phân họ Arctiinae, họ Erebidae.